# Треїзо
Треїзо (італ. Treiso, п'єм. Trèis) — муніципалітет в Італії, у регіоні П'ємонт,  провінція Кунео.
Треїзо розташоване на відстані близько 480 км на північний захід від Рима, 55 км на південний схід від Турина, 55 км на північний схід від Кунео.
Населення — 809 осіб (2014).
Щорічний фестиваль відбувається 15 серпня. Покровителька — Богородиця Небовзята.

## Демографія
Населення за роками:

Станом на 1 січня 2023 року в муніципалітеті офіційно проживало 56 іноземців з 15 країн, серед них 16 громадян країн Євросоюзу та 1 громадянин України.

## Сусідні муніципалітети
- Альба
- Барбареско
- Неїве
- Невільє
- Треццо-Тінелла